# 弗里肖夫·奥尔斯塔
弗里肖夫·奥尔斯塔（挪威語：Frithjof Olstad，1890年11月23日—1956年12月16日），挪威男子赛艇运动员。他曾代表挪威参加1912年夏季奥林匹克运动会赛艇比赛，获得男子四人单桨有舵手内桨架铜牌。